# En Avant de Guingamp
En Avant de Guingamp este un club de fotbal din Guingamp, Franța, care evoluează în Ligue 2.

## Jucători notabili
- Ghislain Anselmini
- Yannick Baret
- Christian Bassila
- Stéphane Carnot
- Fabrice Colleau
- Charles-Édouard Coridon
- Thierry Debès
- Sylvain Deplace
- Yves Deroff
- Romain Ferrier
- Fabrice Fiorèse
- Jérôme Foulon
- Hubert Fournier
- Thibault Giresse
- Auriol Guillaume
- Stéphane Guivarc'h
- Laurent Guyot
- Laurent Hervé
- Angelo Hugues
- Yann Jouffre
- Raymond Keruzoré
- Anthony Knockaert
- Laurent Koscielny
- Nicolas Laspalles
- Ronan Le Crom
- Arnaud Le Lan
- Andrzej Szarmach
- Christophe Le Roux
- Richard Lecomte
- Florent Malouda
- Lionel Mathis
- Claude Michel
- Mouritala Ogunbiyi
- Yohann Rivière
- Bertrand Robert
- Lionel Rouxel
- Yvon Schmitt
- Guy Stéphan
- Stéphane Trévisan
- Abdelhafid Tasfaout
- Felipe
- Moumouni Dagano
- Bakary Koné
- Richard Soumah
- Didier Drogba
- Blaise Kouassi
- Marek Jóźwiak
- Gheorghe Mihali
- Mustapha Diallo
- Milovan Sikimić
- Harlington Shereni

## Palmares

### Național
- Championnat National (1): 1994
- Coupe de France (2): 2009, 2014

Finalistă (1): 1997
- Trophée des champions

Finalistă (1): 2009
- Coupe de Bretagne (2): 1975, 1979

Finalistă (2): 1947, 1952
- Championnat de l'Ouest (2): 1976, 1984[1]

### Europa
- UEFA Europa League
  -  Faza Grupelor (1) : 2015
- Cupa UEFA Intertoto (1): 1996